# Autokorrelation
Die Autokorrelation (auch Kreuzautokorrelation) ist ein Begriff aus der Stochastik und der Signalverarbeitung und beschreibt die Korrelation einer Funktion oder eines Signals mit sich selbst zu einem früheren Zeitpunkt. Korrelationsfunktionen werden für Folgen von Zufallsvariablen {\displaystyle x(t)} berechnet, die von der Zeit {\displaystyle t} abhängen. Diese Funktionen geben an, wie viel Ähnlichkeit die um die Zeit {\displaystyle \tau } verschobene Folge {\displaystyle x(t-\tau )} mit der ursprünglichen Folge {\displaystyle x(t)} hat. Da die unverschobene Folge mit sich selbst am ähnlichsten ist, hat die Autokorrelation für die unverschobene Folge {\displaystyle (\tau =0)} den höchsten Wert. Wenn zwischen den Gliedern der Folge eine Beziehung besteht, die mehr als zufällig ist, hat auch die Korrelation der ursprünglichen Folge mit der verschobenen Folge in der Regel einen Wert, der signifikant von Null abweicht. Man sagt dann, die Glieder der Folge sind autokorreliert.

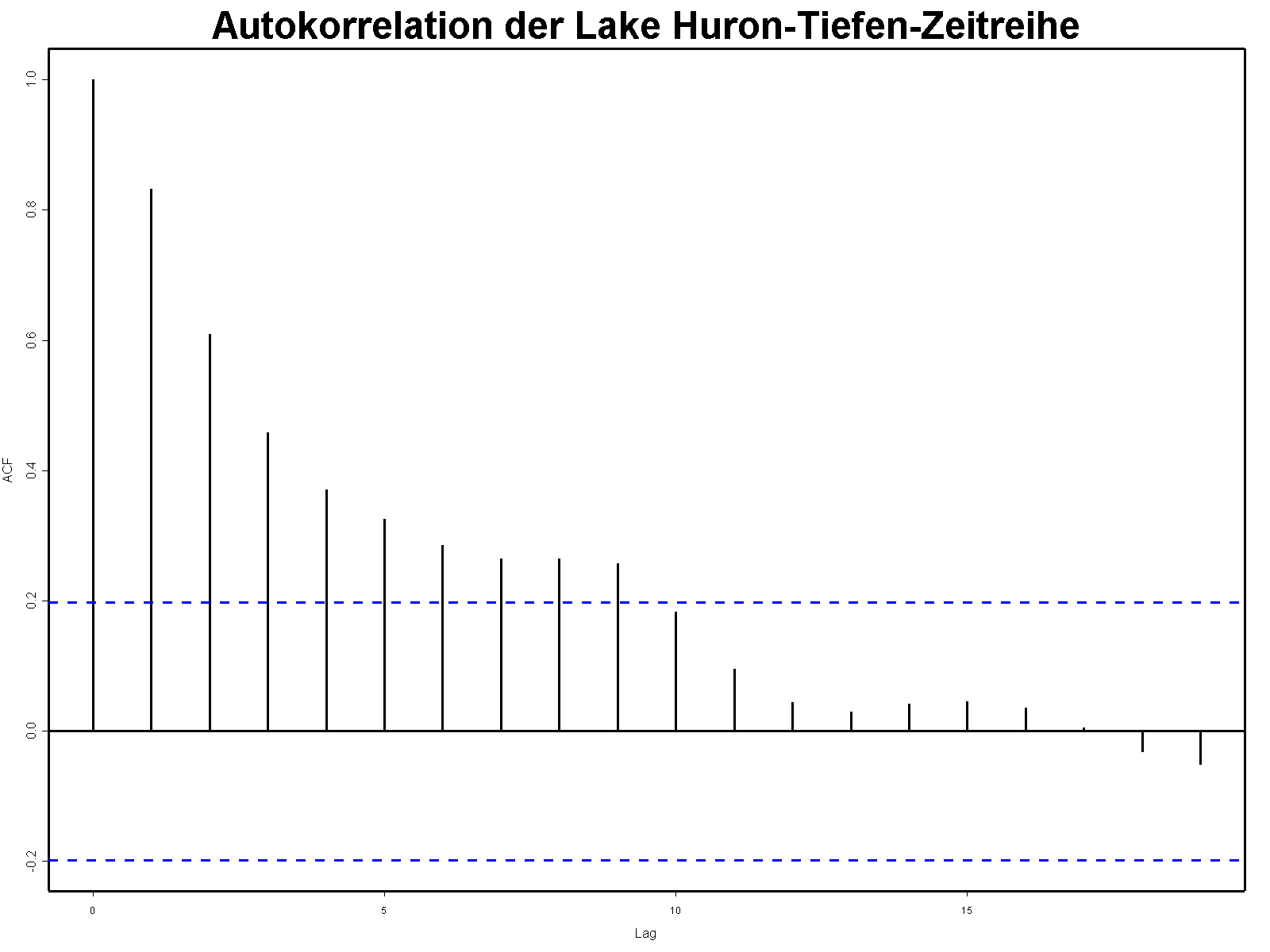
Geschätzte Autokorrelationsfunktion der Zeitreihe der Tiefenmessungen des Huronsees

## Allgemeines
Da die Folge {\displaystyle x(t)} mit einer verschobenen Version ihrer selbst verglichen wird, spricht man von einer Autokorrelation. Werden hingegen zwei verschiedene Folgen {\displaystyle x(t)} und {\displaystyle y(t-\tau )} verglichen, spricht man von einer Kreuzkorrelation. Mit der Autokorrelation ist es möglich, Zusammenhänge zwischen den beobachteten Ergebnissen zu verschiedenen Beobachtungszeitpunkten einer Messreihe festzustellen. Die Kreuzkorrelation gibt dagegen die Korrelation zwischen verschiedenen Merkmalen in Abhängigkeit von der Zeit an.
In der Signalverarbeitung geht man häufig auch von kontinuierlichen Messdaten aus. Man spricht von Autokorrelation, wenn die kontinuierliche oder zeitdiskrete Funktion (z. B. ein- oder mehrdimensionale Funktion über die Zeit oder den Ort) mit sich selbst korreliert wird, beispielsweise {\displaystyle x(t)} mit {\displaystyle x(t+\tau )}. Mit dem Durbin-Watson-Test kann anhand einer Stichprobe überprüft werden, ob eine Zeitreihe oder räumliche Daten eine Autokorrelation aufweisen.
Die Autokorrelation wird in den verschiedenen Disziplinen unterschiedlich definiert. In der Statistik wird sie für stochastische Prozesse {\displaystyle X_{t}} als normierte Form der Autokovarianz berechnet, in der Signalverarbeitung als Faltung des zeitabhängigen Signals {\displaystyle x(t)} mit sich selbst. In manchen Gebieten werden die Begriffe Autokorrelation und Autokovarianz auch synonym verwendet.

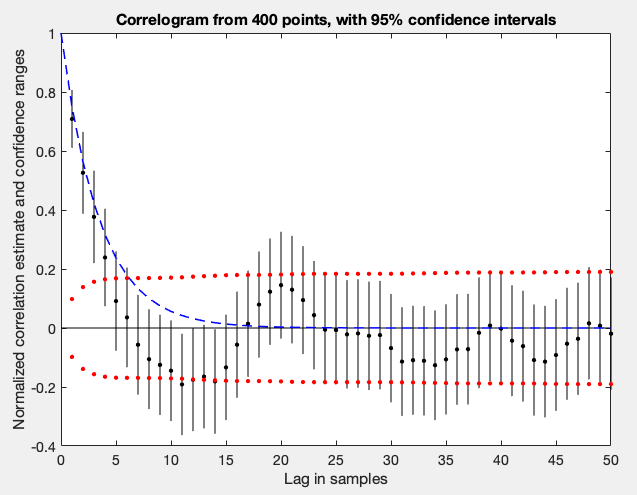
Beispiel eines Korrelogramms (basierend auf einer Zeitreihe mit 400 Zeitschritten eines autoregressiven Prozesses 1. Ordnung mit Korrelation zwischen zwei benachbarten Zeitschritten von). Die zugehörigen 95 % Konfidenzintervalle (in schwarz um die geschätzte Autokorrelation herum gezeichnet und in rot die gleichen Intervalle um die Null herum gezeichnet). Die gestrichelte blaue Linie zeigt die tatsächliche Autokorrelationsfunktion des Prozesses.

In einem Korrelogramm kann die geschätzte Autokorrelation inklusive Konfidenzintervallen grafisch dargestellt werden und so schnell die statistische Signifikanz einer geschätzten Autokorrelation bewertet werden.
Alternativ kann auch der Portmanteau-Test zum Test auf Autokorrelation verwendet werden.

## Autokorrelation in der Stochastik
In der Stochastik beschreibt die Autokovarianzfunktion oder Kovarianzfunktion die Kovarianz zwischen den Zufallsvariablen eines reellwertigen stochastischen Prozesses {\displaystyle (X_{t})_{t\in T}} mit zwei verschiedenen Indizes (z. B. Zeitpunkten im Fall {\displaystyle T\subseteq \mathbb {R} }).

### Definition
Für einen reellwertigen stochastischen Prozess {\displaystyle (X_{t})_{t\in T}} mit endlichen Varianzen, d. h. {\displaystyle \mathrm {Var} (X_{t})<\infty } für alle {\displaystyle t\in T}, heißt die Funktion {\displaystyle \gamma \colon T\times T\to \mathbb {R} },
{\displaystyle \gamma (t_{1},t_{2})=\operatorname {Cov} (X_{t_{1}},X_{t_{2}})=\operatorname {E} [({X_{t_{1}}}-{\mu _{t_{1}}})({X_{t_{2}}}-{\mu _{t_{2}}})],\quad {\text{für alle }}t_{1},t_{2}\in T}
(Auto-)Kovarianzfunktion des stochastischen Prozesses.
Hierbei bezeichnet {\displaystyle \operatorname {E} [\cdot ]} den Erwartungswert und {\displaystyle {\mu _{t}}} den Erwartungswert von {\displaystyle X_{t}}. Die Existenz und Endlichkeit dieser Erwartungswerte ergibt sich aus der Endlichkeit der Varianzen. Für {\displaystyle t_{1}=t_{2}=t} ist die Autokovarianz identisch mit der Varianz, d. h. {\displaystyle \gamma (t,t)=\mathrm {Var} (X_{t})}.
Für einen reellwertigen stochastischen Prozess mit {\displaystyle T\subseteq \mathbb {R} }, der schwach stationär (stationär im weiteren Sinn) ist, sind die Größen Erwartungswert, Standardabweichung und Varianz der Zufallsvariablen {\displaystyle X_{t}} für {\displaystyle t\in T} nicht zeitabhängig. Die Autokovarianzen {\displaystyle \gamma (t_{1},t_{2})} sind dann nicht von der Lage der Zeitpunkte {\displaystyle t_{1}} und {\displaystyle t_{2}}, sondern nur von der Zeitdifferenz {\displaystyle \tau =t_{2}-t_{1}} zwischen {\displaystyle t_{1}} und {\displaystyle t_{2}} abhängig, es gilt also
{\displaystyle \gamma _{\tau }:=\gamma (t,t+\tau )=\operatorname {E} \left[\left({X}_{t}-\mu \right)\left({X_{t+\tau }}-\mu \right)\right],}
wobei {\displaystyle \mu =\operatorname {E} [X_{t}]} für alle {\displaystyle t\in T}.
Die Autokorrelationsfunktion des stochastischen Prozesses wird, falls dieser positive Varianzen für alle Zeitpunkte besitzt, definiert als normierte Autokovarianzfunktion:
{\displaystyle \varrho \left(t_{1},t_{2}\right)={\frac {\gamma \left(t_{1},t_{2}\right)}{\sigma _{t_{1}}\sigma _{t_{2}}}}\qquad {\mbox{ mit}}-1\leq \rho (t_{1},t_{2})\leq +1}
Hierbei bedeuten:
| {\displaystyle \sigma _{t_{1}}}    | Standardabweichung von {\displaystyle X_{t_{1}}}                                           |
| {\displaystyle \sigma _{t_{2}}}    | Standardabweichung von {\displaystyle X_{t_{2}}}                                           |
| {\displaystyle \rho (t_{1},t_{2})} | Autokorrelation bezogen auf die Zeitpunkte {\displaystyle t_{1}} und {\displaystyle t_{2}} |

In dieser Form ist die Autokorrelationsfunktion einheitenlos und auf den Bereich zwischen −1 und 1 normiert.
Für einen stationären Prozess ist die Autokovarianz nur vom Zeitunterschied {\displaystyle \tau } zwischen {\displaystyle t_{1}} und {\displaystyle t_{2}} abhängig. Die Standardabweichung ist dann unabhängig vom Zeitpunkt, das Produkt der Standardabweichungen im Nenner entspricht dann der von {\displaystyle t} unabhängigen Varianz {\displaystyle \sigma _{X}^{2}=\operatorname {Var} (X_{t})=\operatorname {Var} (X_{0})}. Somit vereinfacht sich die Autokorrelationsfunktion für einen stationären Prozess zu:
{\displaystyle \varrho \left(t_{1},t_{2}\right)=\varrho _{\tau }={\frac {\gamma _{\tau }}{\sigma _{X}^{2}}}={\frac {\gamma _{\tau }}{\gamma _{0}}}},
da {\displaystyle \gamma _{0}=\sigma _{X}^{2}} gilt.

### Eigenschaften der Autokorrelationsfunktion
{\displaystyle (X_{t})_{t\in T}}  bezeichne einen reellwertigen stochastischen Prozess mit {\displaystyle T\subseteq \mathbb {R} }. Falls der Prozess stationär im weiteren Sinn ist, wird im Folgenden vom stationären Spezialfall gesprochen.
- Für die Autokorrelationsfunktion gilt

{\displaystyle -1\leq \varrho (s,t)\leq 1\quad {\text{für alle }}t\in T\;.}
Die Aukorrelationsfunktion ist also – im Unterschied zur Autokovarianzfunktion – normiert, in dem sie nur Werte im Intervall {\displaystyle [-1,1]} annehmen kann.
Im stationären Spezialfall gilt {\displaystyle \varrho _{\tau }\in [-1,1]}.
- Es gilt

{\displaystyle \varrho (t,t)=1\quad {\text{für alle }}t\in T\;.}
Im stationären Spezialfall gilt {\displaystyle \varrho _{0}=1}.
- Die Autokorrelationsfunktion hat die Symmetrieeigenschaft

{\displaystyle \varrho (s,t)=\varrho (t,s)\quad {\text{für alle }}s,t\in T\;.}
Im stationären Spezialfall gilt {\displaystyle \varrho _{\tau }=\varrho _{-\tau }}.
- Falls {\displaystyle \mathrm {Var} (X_{t})=1} für alle {\displaystyle t\in T} gilt, ist

{\displaystyle \varrho (s,t)=\gamma (s,t)\quad {\text{für alle }}s,t\in T\;,}
die Konzepte der Korrelations- und der Kovarianzfunktion fallen in diesem Spezialfall also zusammen.
Im stationären Spezialfall gilt {\displaystyle \varrho _{\tau }=\gamma _{\tau }}.
- Falls alle Zufallsvariablen standardisiert sind, also ein Prozess mit {\displaystyle \mathrm {E} [X_{t}]=0} und {\displaystyle \mathrm {Var} (X_{t})=1} für alle {\displaystyle t\in T} vorliegt, gilt

{\displaystyle \varrho (s,t)=\mathrm {E} [X_{s}X_{t}]\quad {\text{für alle }}s,t\in T\;.}
Im stationären Spezialfall gilt {\displaystyle \varrho _{\tau }=\mathrm {E} [X_{t}X_{t+\tau }]}.

### Schätzung
Analog zur Stichprobenkovarianz und Stichprobenkorrelation können auch die Stichprobenautokovarianz bzw. die Stichprobenautokorrelation bestimmt werden. Liegen die Daten {\displaystyle x_{1},x_{2},\ldots ,x_{n}} vor, die als Realisierung eines (im weiteren Sinn) stationären stochastischen Prozesses {\displaystyle (X_{t})_{t\in \{1,\dots ,n\}}} aufgefasst werden können, so werden die unkorrigierten azyklischen Stichprobenautokovarianzen üblicherweise durch
{\displaystyle {\hat {\gamma }}_{\tau }={\frac {1}{n}}\sum _{i=1}^{n-\tau }(x_{i+\tau }-{\bar {x}})(x_{i}-{\bar {x}}),\quad \tau =0,1,\ldots ,n-1}
berechnet, wobei {\displaystyle \textstyle {\bar {x}}={\frac {1}{n}}\sum _{i=1}^{n}x_{i}}. Zu beachten ist hier die Konvention, die Summe durch {\displaystyle n} statt durch {\displaystyle n-\tau } zu teilen, um zu garantieren, dass die Folge der Stichprobenautokovarianzen positiv semidefinit ist. Für {\displaystyle \tau =0} erhält man die unkorrigierte Stichprobenvarianz der Daten.
Die Stichprobenautokorrelation ergibt sich dann durch
{\displaystyle {\hat {\rho }}_{\tau }={\frac {{\hat {\gamma }}_{\tau }}{{\hat {\gamma }}_{0}}}={\frac {\sum _{i=1}^{n-{\tau }}(x_{i+\tau }-{\bar {x}})(x_{i}-{\bar {x}})}{\sum _{i=1}^{n}(x_{i}-{\bar {x}})^{2}}},\quad \tau =0,1,\ldots ,n-1\;.}
mit {\displaystyle {\hat {\rho }}_{0}=1}. Die Berechnung der Standardfehler von Stichprobenautokorrelationen erfolgt meist anhand der Bartlett-Formel (siehe dazu: Korrelogramm).
Um die unverzerrte azyklische Stichprobenautokorrelation zu berechnen, teilt man stattdessen durch {\displaystyle n-\tau }:
{\displaystyle {\hat {\gamma }}_{\tau }={\frac {1}{n-\tau }}\sum _{i=1}^{n-\tau }(x_{i+\tau }-{\bar {x}})(x_{i}-{\bar {x}}),\quad \tau =0,1,\ldots ,n-1\;.}
Die unverzerrte azyklische Stichprobenkorrelation kann auf modernen Computern schneller im Fourierraum mithilfe der diskreten Fourier-Transformation ausgerechnet werden (siehe auch Wiener-Chintschin-Theorem), indem das (um den Mittelwert bereinigte) Signal mit Nullen verlängert („Zero Padding“). Die angehängten Nullen bewirken, dass nicht die zyklische Stichprobenkorrelation berechnet wird (welche ein periodisches Signal annimmt), sondern die azyklische Stichprobenkorrelation:
{\displaystyle {\hat {\gamma }}_{\tau }={\frac {1}{n-\tau }}\mathrm {IDFT_{\tau }(DFT(Zeropad(x-{\bar {x}}))DFT(Zeropad(x-{\bar {x}})))} }

### Anwendungen
Genutzt wird die Autokorrelation u. a. in der Regressionsanalyse zeitlicher Daten, in der Zeitreihenanalyse und in der Bildverarbeitung. Beispielsweise werden in der Regressionsanalyse die Störgrößen, also die Abweichungen der Beobachtungswerte von der wahren Regressionsgeraden, als Folge von identisch verteilten Zufallsvariablen interpretiert. Damit die Regressionsanalyse sinnvolle Ergebnisse liefert, müssen die Störgrößen zeitlich unkorreliert sein (was z. B. mit dem Portmanteau-Test kontrolliert werden kann).
In der Zeitreihenanalyse wird die Autokorrelationsfunktion zusammen mit der partielle Autokorrelationsfunktion häufig zur Identifikation von ARMA-Modellen verwendet.

### Verallgemeinerungen
Es gibt ein analoges Konzept für komplexwertige stochastische Prozesse {\displaystyle (X_{t})_{t\in T}} mit Realisierungen {\displaystyle (x_{t})_{t\in T}}, wobei {\displaystyle x_{t}\in \mathbb {C} } für {\displaystyle t\in T} gilt und {\displaystyle \mathbb {C} } die Menge der komplexen Zahlen bezeichnet. Wenn der Prozess endliche Varianzen besitzt,
dann heißt die Funktion {\displaystyle \gamma \colon T\times T\to \mathbb {C} },
{\displaystyle \gamma (s,t):=\mathrm {E} [(X_{s}-\mathrm {E} [X_{s}])(X_{t}-\mathrm {E} [X_{t}])^{*}],\quad s,t\in T}
die Kovarianzfunktion des Prozesses {\displaystyle (X_{t})_{t\in T}}. Dabei ist für eine komplexwertige Zufallsvariable {\displaystyle X=A+\mathrm {i} B} der Erwartungswert als {\displaystyle \mathrm {E} [X]=\mathrm {E} [A]+\mathrm {i} \mathrm {E} [B]} definiert und die komplexwertige Zufallsvariable {\displaystyle X^{*}=A-\mathrm {i} B} bezeichnet die konjugiert komplexe Variable zu {\displaystyle X}.
Wenn alle Varianzen positiv sind, ist {\displaystyle \varrho \colon T\times T\to \mathbb {C} },
{\displaystyle \varrho (s,t):={\frac {\gamma (s,t)}{\sqrt {\gamma (s,s)\gamma (t,t)}}},\quad s,t\in T}
die Korrelationsfunktion (oder Autokorrelationsfunktion) des Prozesses.

## Autokorrelation in der Signalverarbeitung

Zusammenhang zwischen Faltung, Kreuzkorrelation und Autokorrelation

Autokorrelation des Barker-Codes mit Länge 7.

### Definition
Hier wird die Autokorrelationsfunktion (AKF) zur Beschreibung der Korrelation eines Signales mit sich selbst bei unterschiedlichen Zeitverschiebungen {\displaystyle \tau } zwischen den betrachteten Funktionswerten eingesetzt. Die AKF des Signals lässt sich sowohl symmetrisch um den Nullpunkt herum definieren:
{\displaystyle \Psi _{xx}(\tau )=\lim \limits _{T\rightarrow \infty }{{\frac {1}{2T}}\int _{-T}^{T}x(t)x(t+\tau )dt}},
als auch asymmetrisch:
{\displaystyle \Psi _{xx}(\tau )=\lim \limits _{T\rightarrow \infty }{{\frac {1}{T}}\int _{0}^{T}x(t)x(t+\tau )dt}},
Das Ergebnis würde sich in letzterem Falle z. B. bei einer Dirac-Funktion bei {\displaystyle t=0} auf Grund dessen Symmetrie unterscheiden.
In Kurzschreibweise wird für die Autokorrelation das Operatorsymbol {\displaystyle \star } verwendet:
{\displaystyle (x\star x)(\tau )=\int _{-\infty }^{\infty }x^{*}(t)\ x(t+\tau )\,dt=x^{*}(-\tau )*x(\tau )}
mit {\displaystyle x^{*}} als die konjugiert komplexe Funktion von {\displaystyle x} und dem Faltungsoperator {\displaystyle *}.
Die AKF entspricht der Autokovarianzfunktion für mittelwertfreie, stationäre Signale. In der Praxis wird die Autokorrelationsfunktion solcher Signale in der Regel über die Autokovarianzfunktion berechnet.
Für zeitdiskrete Signale wird statt des Integrals die Summe verwendet. Mit einer diskreten Verschiebung {\displaystyle j} ergibt sich:
{\displaystyle \Psi _{xx}(j)=\sum _{n}x_{n}\,x_{n-j}.}
In der digitalen Signalanalyse wird die Autokorrelationsfunktion in der Regel über die inverse Fouriertransformation {\displaystyle {\mathcal {F}}^{-1}} des Autoleistungsspektrums {\displaystyle S_{XX}(f)} berechnet:
{\displaystyle \Psi _{xx}\left(\tau \right)={\mathcal {F}}^{-1}(S_{XX})}
Die theoretische Grundlage dieser Berechnung ist das Wiener-Chintschin-Theorem.

### Impuls-AKF
Für Signale mit endlichem Energieinhalt – sogenannte Energiesignale – erweist es sich als sinnvoll, folgende Definition zu verwenden:
{\displaystyle \Psi _{xx}^{E}(\tau )=\int _{-\infty }^{\infty }x(t)x(t+\tau )dt}.

### Eigenschaften der AKF

#### Geradheit
Die AKF ist eine gerade Funktion:
{\displaystyle \Psi _{xx}(\tau )=\Psi _{xx}(-\tau )}.

#### Periodizitäten
Die einer periodischen AKF ({\displaystyle \Psi _{xx}(\tau )=\Psi _{xx}(\tau +nT)}) zugrundeliegende Funktion {\displaystyle x(t)} ist selbst periodisch, wie folgender Beweis zeigt:
| {\displaystyle \Psi _{xx}(nT)={\int _{-\infty }^{\infty }x(t)x(t+nT)dt}} |
| {\displaystyle \Psi _{xx}(0)={\int _{-\infty }^{\infty }x(t)x(t)dt}}     |
| {\displaystyle \Rightarrow x(t)=x(t+nT)}.                                |

Umgekehrt gilt auch für periodische Funktionen {\displaystyle x(t)=x(t+nT)}, dass ihre AKF {\displaystyle \Psi _{xx}(\tau )} periodisch ist:
| {\displaystyle \Psi _{xx}(\tau )={\int _{-\infty }^{\infty }x(t)x(t+\tau )dt}={\int _{-\infty }^{\infty }x(t)x(t+nT+\tau )dt}} |
| {\displaystyle \Rightarrow \Psi _{xx}(\tau )=\Psi _{xx}(\tau +nT)}.                                                            |

Somit lässt sich schließen, dass eine Funktion und ihre AKF stets dieselbe Periodizität aufweisen:
{\displaystyle x(t)=x(t+nT)\Leftrightarrow \Psi _{xx}(\tau )=\Psi _{xx}(\tau +nT)}.
Gibt es Wiederholungen im Signal, so ergeben sich Maxima der Autokorrelationsfunktion bei den Zeitverschiebungen, die der Wiederholungsdauer von Erscheinungen im Signal entsprechen. So können z. B. versteckte periodische Anteile und Echoerscheinungen in Signalen detektiert werden.

#### Maximum
Die AKF hat unabhängig ihrer Definition bei {\displaystyle \tau =0} ihr Maximum:
{\displaystyle |\Psi _{xx}(\tau )|\leq \Psi _{xx}(0)}
Für die AKF wird dieser Wert als Effektivwertquadrat, für die Impuls-AKF als Signalenergie bezeichnet.
Häufig wird die Autokorrelationsfunktion auch auf den Maximalwert bei {\displaystyle \tau =0} normiert angegeben:
{\displaystyle \rho _{xx}\left(\tau \right)={\frac {\Psi _{xx}(\tau )}{\Psi _{xx}(0)}}}
Der Betrag dieser normierten Autokorrelationsfunktion kann Werte zwischen 0 und 1 annehmen. Man spricht dabei auch vom zeitlichen Autokorrelationskoeffizienten einer Zufallsvariablen {\displaystyle X_{t}} mit der zeitlich verschobenen Zufallsvariablen {\displaystyle X_{t+\tau }} .

#### Abfallverhalten
Für große Zeiten {\displaystyle \tau \rightarrow \infty } und nicht selbst periodische Funktionen x gilt:
{\displaystyle \lim \limits _{\tau \to \infty }\Psi _{xx}(\tau )=0}.

### Beispiele

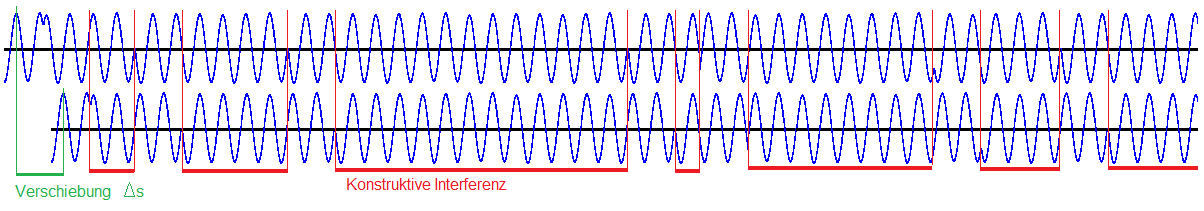
Das untere Signal besitzt identischen zeitlichen Verlauf, ist aber um Δs verspätet

Weißlichtinterferometrie

#### Beispiel 1
Die Funktionen im nebenstehenden Bild sind aus sinusförmigen Abschnitten einheitlicher Frequenz zusammengesetzt. An den Stoßstellen treten Phasensprünge auf. Zur Berechnung der Korrelation multipliziert man punktweise beide Signalwerte und addiert die Produkte über einen längeren Zeitraum. Bei der gezeichneten Verzögerung Δs sind in den rot markierten Bereichen alle Einzelprodukte positiv oder null, in den dazwischen liegenden Bereichen meist negativ. Nur für Δs = 0 sind alle Einzelprodukte positiv, die Korrelationsfunktion erreicht ihren maximalen Wert.
Nebenbemerkung: Addiert man beide Signale, können stückweise konstruktive bzw. destruktive Interferenz auftreten.

#### Beispiel 2
Bei der Optischen Kohärenztomografie wird Licht besonders geringer Kohärenzlänge verwendet, weil die Autokorrelation nur dann ein merklich von Null abweichendes Ergebnis liefert, wenn die Länge von Messarm und Referenzarm gut übereinstimmen. Bei größerer Abweichung variieren die Ergebnisse der Autokorrelation um Null (Weißlichtinterferometrie).

### Anwendungen in der Signalverarbeitung

#### Finden von Signalperioden
Eine häufige Anwendung der Autokorrelationsfunktion besteht darin, in (gegebenenfalls trendbereinigten) stark verrauschten Signalen Periodizitäten zu finden, die nicht ohne weiteres ersichtlich sind:
- Die Autokorrelationsfunktion eines periodischen Signals ist wieder ein periodisches Signal mit derselben Periode. So ist zum Beispiel die Autokorrelationsfunktion eines Kosinussignals

{\displaystyle x(t)={\hat {x}}\cos(\omega t+\varphi )}
wiederum eine Kosinusfunktion mit derselben Kreisfrequenz {\displaystyle \omega } (Erhaltung der Signalperiode).
{\displaystyle R_{xx}(\tau )={\frac {{\hat {x}}^{2}}{2}}\cos(\omega \tau )},
Allerdings ist hierbei die Phaseninformation verloren gegangen.
Eine gleichwertige Möglichkeit des Findens der Signalperiode ist die Möglichkeit, das Fourier-Spektrum des Signals nach einer dominanten Frequenz zu untersuchen. Da die Autokorrelation die normierte Fourier-Transformierte des Leistungsdichtespektrum ist (gemäß dem Wiener-Khinchine-Theorem), sind beide Ansätze gleichwertig.
- Da weißes Rauschen zu einem Zeitpunkt völlig unabhängig von weißem Rauschen zu einem anderen Zeitpunkt ist, ergibt die Autokorrelationsfunktion von weißem Rauschen einen Dirac-Impuls an der Stelle {\displaystyle \tau =0}. Liegt weißes Rauschen der Leistungsdichte {\displaystyle S_{0}} für die Frequenzen {\displaystyle \omega =-\infty \ldots +\infty } vor, so gilt:
 {\displaystyle R_{xx}(\tau )=S_{0}\delta (\tau )\,}
 Bei gefärbtem Rauschen, das in technischen Systemen meistens an Stelle von weißem Rauschen vorkommt, ergibt sich ebenso ein absolutes Maximum der Autokorrelationsfunktion bei {\displaystyle \tau =0} und ein Abfall der Autokorrelationsfunktion für Verschiebungen {\displaystyle |\tau |>0}. Die Breite dieses Maximums wird von der „Farbe“ des Rauschens bestimmt.

Bei der Analyse von Periodizitäten wird nur die Autokorrelationsfunktion für große Werte von {\displaystyle \tau } betrachtet und der Bereich um {\displaystyle \tau =0} ignoriert, da er vor allem Information über die Stärke des Rauschsignals enthält.

#### Signal-Rausch-Verhältnis
Da der Wert der Autokorrelationsfunktion bei {\displaystyle \tau =0} dem quadratischen Mittelwert (bei Leistungssignalen) bzw. der Signalenergie (bei Energiesignalen) entspricht, kann man durch Bilden der Autokorrelationsfunktion relativ einfach das Signal-Rausch-Verhältnis abschätzen.
Dazu teilt man die Höhe des Wertes {\displaystyle \lim \limits _{\tau \to 0}R_{xx}(\tau )}, d. h. den Wert, den die Autokorrelationsfunktion ohne Rauschen an der Stelle 0 hätte, durch die Höhe der „Rauschspitze“. Beim Umrechnen des Signal-Rausch-Verhältnisses Sx / Nx in Dezibel muss man darauf achten, dass man {\displaystyle 10\cdot \log \left({\tfrac {S_{x}}{N_{x}}}\right)} und nicht {\displaystyle 20\cdot \log \left({\tfrac {S_{x}}{N_{x}}}\right)} verwendet. Das liegt daran, dass die Autokorrelationsfunktion an der Stelle 0 eine Leistungs- bzw. Energiegröße (quadratische Größe) und keine Feldgröße darstellt.